# King Arthur: Knight’s Tale
King Arthur: Knight’s Tale — компьютерная тактическая ролевая игра, разработанная и выпущенная венгерской компанией NeocoreGames. Мир игры основан на артуриане — цикле легенд и рыцарских романов, связанных с британским королём Артуром и его рыцарями Круглого стола. Сюжет разворачивается после сражения при Камланне, в котором предавший Артура сэр Мордред пал от руки короля, но всё же успел нанести тому смертельную рану. Действие переносится на легендарный остров Авалон, куда увозят умирающего короля. Волшебница Леди Озера пытается вернуть Артура к жизни, однако вместо этого король превращается в чудовище, а волшебный остров заполоняют орды нежити. Чтобы исправить содеянное Владычица Озера решается на отчаянный шаг — воскрешает Мордреда. Под управлением игрока ему предстоит собрать свою версию Круглого стола, восстановить лежащий в руинах замок Камелот и защитить Авалон от монстра-Артура и распространяемой им скверны.
Студия NeocoreGames уже обращалась к артуровским легендам в своих играх, однако King Arthur: Knight’s Tale является самостоятельным проектом, а не продолжением King Arthur: The Role-playing Wargame. Разработка игры была начата в 2019 году. В 2020 году для поддержки разработки NeocoreGames привлекли дополнительное финансирование в виде гранта от Евросоюза и сборов на Kickstarter. В январе 2021 года игра была выпущена в раннем доступе, а в апреле 2022 года состоялся релиз полной версии. Игра получила положительные отзывы как со стороны критиков, так и со стороны игроков.

## Игровой процесс
В игре представлено несколько режимов, основным из которых является сюжетная кампания. Дополнительные режимы включают в себя мультиплеер, мини-кампании в режиме «схватки» (англ. skirmish) и сезонную мини-кампанию.
При прохождении кампаний игрок может выбрать один из пяти уровней сложности. В основной кампании также доступен необратимый режим (англ. roguelite), автоматически сохраняющий прогресс игрока и не позволяющий ему самостоятельно делать сохранения.
Боевая система

Игровой экран во время битвы. Слева иконки персонажей с показателями здоровья и шкалами очков действий. Справа миникарта и задачи миссии. Внизу панель управления персонажем. Разделённые на клетки зоны показывают возможную область перемещения выбранного персонажа, линия показывает траекторию движения в выбранную клетку.

Сражения происходят в пошаговом режиме, при переходе в который место схватки расчерчивается сеткой. Перед некоторыми схватками игроку даётся возможность расставить членов команды, в остальных стартовое положение героев определяется выбранной формацией отряда. В ход игрока каждый герой получает очки действий, которые может тратить на передвижение и использование навыков. Очки бывают двух типов: жёлтые игрок может тратить только на движение, зелёные — на все действия. Механики боя включают в себя используемые в аналогичных тактических играх атаки по возможности, укрытия, режим наблюдения, баффы и дебаффы. Важно взаимное расположение атакующего персонажа и его цели — удар с фланга или в спину нанесёт дополнительный урон, а вооружённый щитом персонаж может блокировать фронтальные атаки. Позиционирование особенно важно с учётом того, что почти в каждом сражении численный перевес находится на стороне противника.
Персонажи обладают тремя характеристиками, отображающими их здоровье. Очки брони снижают получаемый урон. Понижающая броню атака может уменьшить показатель брони персонажа, также существуют игнорирующие броню атаки. Очки ударов показывают количество урона, которое может выдержать персонаж до того, как начнёт уменьшаться третья характеристика — непосредственно «жизнь». Очки ударов и очки брони можно восстанавливать прямо во время миссий — например в основной кампании за счёт отдыха у разбросанных по карте костров, где игроку даётся выбор восстановить часть очков ударов или брони. Очки жизненной силы можно восстановить, отправив героя на лечение в Камелоте. Снижение шкалы жизненной силы также может привести к получению героем травм, накладывающих штрафы на его характеристики и требующих дополнительного лечения.
Основная кампания
Игра делится на принятие стратегических решений на глобальной карте Авалона и выполнение миссий. Действие каждой миссии происходит на отдельной небольшой карте. Миссии выполняются командой, в которую игрок может поместить до четырёх персонажей из доступных на данный момент в замке. В некоторых приключениях к отряду может временно присоединиться встреченный игроком NPC. Личное присутствие Мордреда требуется только при выполнении основных квестов. Во время миссии игроку предстоит провести несколько схваток с врагами. Команде могут встретиться NPC, в диалогах с которыми игроку может быть дан некоторый выбор. Исследуя карту, игрок также может найти добычу и сокровища с ресурсами и предметами.
Глобальная карта служит для выбора следующей миссии, подготовки отряда к её выполнению, а также управления замком Камелот. Собранные ресурсы игрок тратит на возведение и улучшение построек — в замке доступны собор и лазарет для лечения героев, тренировочная площадка, лавки с обычными и магическими предметами. Члены Круглого стола могут получить от Мордреда титулы — некоторые повышают лояльность героев, другие привязаны к постройкам и дают определённые бонусы. При этом надо обращать внимание на таланты персонажей — ряд спутников обладая определённым титулом смогут получить или дать дополнительные преимущества. Между миссиями игрок может выпускать указы и принимать законы, дающие дополнительные эффекты.
На глобальной карте также периодически происходят случайные события. Принимаемые Мордредом решения в событиях и во время миссий могут влиять на его мораль и мировоззрение. Он может быть справедливым правителем или деспотом, язычником или христианином. Моральный компас героя открывает бонусы и возможность присоединения к Круглому столу новых персонажей, например сэр Ланселот пойдёт только за справедливым Мордрдедом, а Фея Моргана — если игрок в качестве религии выберет Старую веру. Игра не поощряет нейтральности, поэтому при принятии меняющих мораль решений лучше придерживаться заранее выбранного направления на компасе. Решения героя также влияют на отношение к нему компаньонов, преданные персонажи награждаются бонусами в бою, недовольные получают штрафы и в конечном итоге могут покинуть Мордреда или даже восстать против него. Некоторые события представляют собой миссии для героев Камелота, отправленный на выполнение задания персонаж будет отсутствовать в замке на протяжении следующей одной или двух миссий.
Помимо самого Мордреда, в игре присутствует 41 герой; некоторые из них присоединяются по ходу развития сюжета, других можно позвать на службу после выполнения побочных заданий. Взять всех не получится — Круглый стол вмещает максимум 12 персонажей, считая главного героя. Каждый из героев принадлежит к одному из шести классов: защитник, воитель, стрелок, мистик, убийца или чародей. Классы отличаются умениями и доступным обмундированием, впрочем даже принадлежащие к одному классу герои обладают уникальными «деревьями» умений. Развитие членов Круглого стола ограничено прокачкой навыков и подбором экипировки, оба действия доступны только между миссиями. Полученные при повышении уровня очки навыков используются для усиления умений и открытия новых. Снаряжение добывается во время приключений или покупается в замке. В игре использована знакомая по Diablo система предметов, отличающихся уровнями, наборами свойств и отмеченной цветом редкостью.
Дополнительные режимы
Режим «схватки» представляет собой набор из трёх мини-кампаний из десятка сражений каждая.
Мультиплеер представляет собой сражения между двумя игроками. Соперники могут выбрать одну из четырёх готовых команд рыцарей, подобранных по их моральным принципам, или же собирать команды в режиме драфта, по очереди добавляя в неё персонажей. Игрокам доступны 3 карты, отличающиеся планировкой и внешним видом. На карте также разбросаны сферы усиления, которые дают преимущества подобравшему их игроку — усиливают урон, лечат или даруют временную неуязвимость. В рецензии RiotPixels отмечалось, что режим PvP мог бы бросить вызов тактическим умениям игрока, если бы проблемой не являлся поиск соперника.

## Сюжет

Владычица Озера и сэр Мордред. В игре доминируют нарочито мрачные тона, а пейзажи Авалона затянуты серым туманом.

Сюжет базируется на артуровском цикле, однако игра не является пересказом легенд и классических романов про рыцарей Круглого стола. Завязкой сюжета является битва на поле Камланна, в которой король Артур и узурпатор Мордред сразили друг друга. Чародейка Владычица Озера отвозит умирающего Артура в свою вотчину — на волшебный остров Авалон, где пытается вернуть павшего короля к жизни. С этого момента King Arthur: Knight’s Tale меняет благородного Артура и предателя Мордреда ролями. Ритуал идёт не по плану — Артур воскресает в виде могучего монстра, «рыцаря Полуночи». Потусторонний Авалон, райская обитель павших героев, превращается в мрачное туманное чистилище, а земли острова полнятся ордами порождений тьмы. В качестве орудия против ставшего чудовищем Артура Владычица Озера решает использовать того, кто уже смог однажды его одолеть — сэра Мордреда. Воскрешённый рыцарь обнаруживает себя в полуразрушенном замке, авалонской версии оставшегося в Британии Камелота, вместе с окрестными землями Мордред берёт его под своё управление. Чтобы достичь поставленной перед ним цели, протагонисту предстоит восстановить Камелот и собрать из павших героев свой Круглый стол.

## Разработка и выпуск
Разработка концепции King Arthur: Knight’s Tale была начала весной 2019 года. Последние годы до этого венгерская студия NeocoreGames в основном занималась играми жанра action/RPG: была выпущена трилогия The Incredible Adventures of Van Helsing, затем Warhammer 40,000: Inquisitor – Martyr. Однако для новой игры разработчики решили сменить жанр, чтобы избежать застоя и самокопирования. Желание сделать игру в фэнтези сеттинге с отсутствием творческих ограничений привело к выбору тематики артурианы, к которой NeocoreGames уже обращались ранее. В 2009 году студией была выпущена King Arthur: The Role-playing Wargame, в 2012 году за ней последовала вторая часть. Новый проект однако не стал их продолжением ни в сюжетном, ни в жанровом плане — King Arthur и King Arthur II представляли собой смесь ролевой игры и стратегии в реальном времени. Отдельные элементы прошлых игр впрочем были позаимствованы при разработке Knight’s Tale, например система мировоззрения героев (моральный компас).

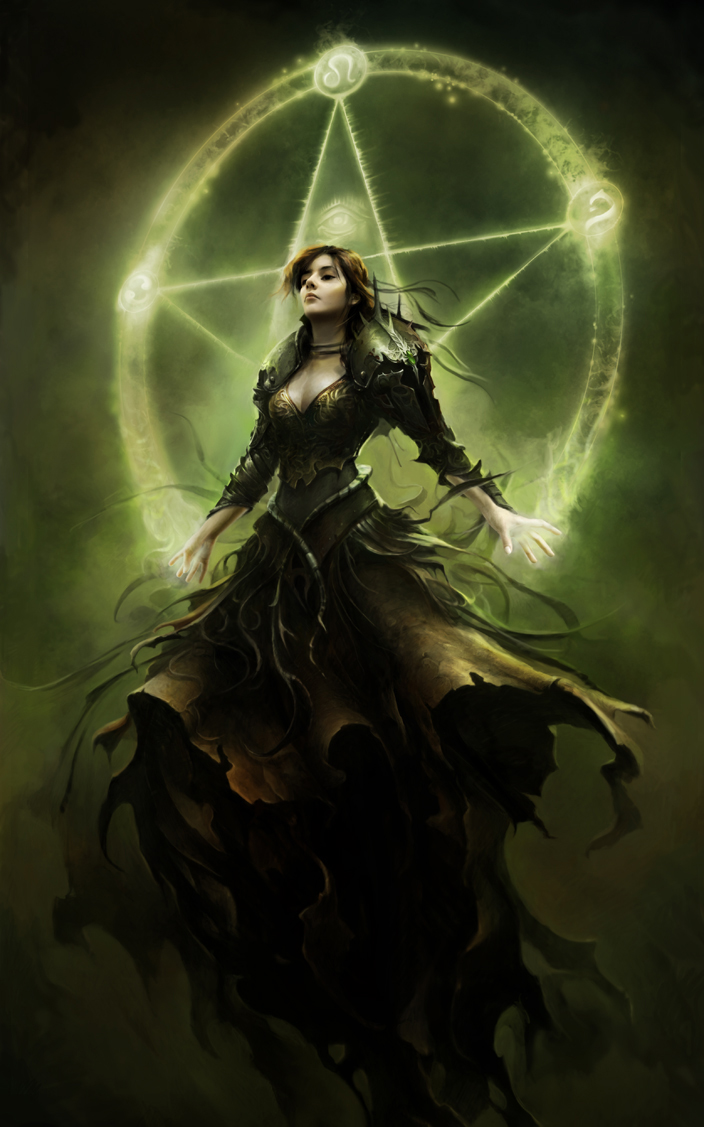
Облик Феи Морганы был взят из King Arthur II: The Role-Playing Wargame, равно как и моральный компас, движение в определённом направлении по которому открывает доступ к бонусам и новым членам Круглого стола

Первый прототип был создан летом 2019 года. В 2020 году студии был одобрен грант в размере 150 тысяч евро по программе Евросоюза Creative Europe MEDIA. В списке поддержанных в том году компьютерных игр указано, что грант составляет 24 % от бюджета игры (таким образом общий заявленный бюджет был порядка 625 тыс. евро). В опубликованном в ноябре 2020 года интервью бизнес-разработчик компании Золтан Телек сказал, что King Arthur: Knight’s Tale стал первым проектом NeocoreGames, для работы над которым студия привлекла дополнительные средства. Он также отметил, что включая полученный грант бюджет игры на тот момент вырос до 1,2 млн евро. К осени 2020 года игра находилась в состоянии пре-альфа версии. Ещё одним источником дополнительного финансирования стала краудфандинговая кампания на Kickstarter, которая была запущена и успешно завершена осенью 2020 года, собрав 155885 £.
Согласно продюсеру игры Золтану Пожоньи осенью 2020 года над проектом трудилось около 60 человек, включая сотрудников студии и привлечённых со стороны. В интервью Телека, датированного примерно тем же периодом, приводится цифра в 60 работников при поддержке 30-40 работников по контракту.
Выпуск игры в раннем доступе был назначен на 12 января 2021 года, однако в последний момент был задержан на две недели и в итоге состоялся 26 января. Период нахождения в раннем доступе представители NeocoreGames первоначально оценивали в «несколько месяцев, скажем 3-7». Для игроков в этой версии был доступен первый акт сюжетной кампании. Полноценный релиз был назначен на 15 февраля 2022 года, однако он дважды откладывался. В студии задержки объясняли негативным влиянием пандемии COVID-19, во время которой сотрудники NeocoreGames работали удалённо, а также желанием внести улучшения в локализацию и озвучку. Релиз в итоге состоялся 26 апреля 2022 года. Разработчики также заявляли о своих планах выпустить игру на PS5 и Xbox Series X|S.
Первое крупное бесплатное обновление вышло в июне 2022 года, оно получило собственное название The Chained God. В нём были переработаны доступные после завершения сюжетной кампании миссии, а также добавлена мини-кампания от лица противников рыцарей Круглого стола — фоморов. Кроме того был существенно уменьшен размер занимаемого игрой дискового пространства. В ноябре 2022 года с новым обновлением в игру был добавлен новый режим — skirmish. Он позволяет сыграть три мини-кампании, The Trials of Sir Tewelyn доступна сразу, а The Painted Devils и Rogues and Renegades выпущены отдельно в виде платного загружаемого контента. В этом же обновлении был добавлен новый промежуточный уровень сложности. Также в виде DLC для желающих поддержать разработчиков в ноябре был выпущен Supporter Pack, содержащий сборник рассказов «Chronicles of Avalon» авторства венгерских фантастов, цифровые артбук и карту Авалона, а также обои для рабочего стола.
Движок игры является собственной разработкой NeocoreGames и основан на DirectX 12. Он является развитием движка, использованного в прошлом проекте студии — Warhammer 40,000: Inquisitor – Martyr. Для создании анимации персонажей King Arthur: Knight’s Tale студия применила технологию захвата движений.
При написании музыки к игре композитор Гергей Баттингер использовал элементы фолк-музыки, а именно кельтские и скандинавские мотивы, в сочетании с современными инструментами. Запись инструментов производилась вживую, были задействованы и не самые распространённые, например венгерская кобза и колёсная лира. Саундтрек игры включает в себя 21 композицию и доступен в виде платного загружаемого контента отдельно от игры. Интерфейс игры и субтитры доступны на 9 языках (включая русский), озвучка выполнена только на английском.

## Восприятие
| Сводный рейтинг       | Сводный рейтинг |
| Агрегатор             | Оценка          |
| --------------------- | --------------- |
| Metacritic            | 76/100          |
| OpenCritic            | 78/100          |
| Иноязычные издания    |                 |
| Издание               | Оценка          |
| IGN                   | 7/10            |
| RPGFan                | 90/100          |
| Русскоязычные издания |                 |
| Издание               | Оценка          |
| Riot Pixels           | 75              |
| StopGame.ru           | похвально       |

King Arthur: Knight’s Tale получила положительные отзывы как со стороны критиков, так и со стороны игроков. В рецензиях она часто называлась похожей на игры серии X-COM, только в сеттинге «тёмного фэнтези».
Критики хвалили мрачную атмосферу игры, создаваемую графикой и музыкальным сопровождением. В плюс игре ставили проработанность тактической боевой системы. Среди перечисленных недостатков отмечалась затянутость, однотипность дизайна миссий и боёв. Оценки сюжета игры расходятся, некоторые рецензенты называют его слабым и поверхностным, персонажей — «деревянными». Другие положительно отмечают мрачный сюжет King Arthur: Knight’s Tale, а рецензент RPGFan, поставивший игре самую высокую оценку среди критиков, и вовсе называет историю игры «роскошной».